# Semi Ojeleye
Jesusemilore Talodabijesu Ojeleye, detto Semi (Overland Park, 5 dicembre 1994), è un cestista statunitense con cittadinanza nigeriana.

## Biografia
I suoi genitori, entrambi nigeriani, emigrarono in Kansas prima della sua nascita.

## Carriera
È stato selezionato dai Boston Celtics al secondo giro del Draft NBA 2017 (37ª scelta assoluta).

## Statistiche
| † | Denota le stagioni in cui ha vinto il titolo |

### NCAA
| Anno       | Squadra          | PG | PT | MP   | TC%  | 3P%  | TL%  | RP  | AP  | PRP | SP  | PP   |
| ---------- | ---------------- | -- | -- | ---- | ---- | ---- | ---- | --- | --- | --- | --- | ---- |
| 2013-2014  | Duke Blue Devils | 17 | 0  | 4,7  | 50,0 | 57,1 | 90,9 | 0,9 | 0,1 | 0,2 | 0,2 | 1,6  |
| 2014-2015† | Duke Blue Devils | 6  | 0  | 10,5 | 27,8 | 25,0 | 57,1 | 2,3 | 0,2 | 0,5 | 0,0 | 3,0  |
| 2016-2017  | SMU Mustangs     | 35 | 35 | 34,1 | 48,7 | 42,4 | 78,5 | 6,9 | 1,5 | 0,4 | 0,4 | 19,0 |
| Carriera   | Carriera         | 58 | 35 | 23,1 | 47,9 | 41,5 | 78,5 | 4,6 | 1,0 | 0,4 | 0,3 | 12,3 |

#### Massimi in carriera
- Massimo di punti: 36 vs East Carolina (10 marzo 2017)[3]
- Massimo di rimbalzi: 14 vs Gardner-Webb (11 novembre 2016)
- Massimo di assist: 3 vs Houston (21 gennaio 2017)
- Massimo di palle rubate: 4 vs Houston (21 gennaio 2017)
- Massimo di stoppate: 2 (3 volte)
- Massimo di minuti giocati: 40 (2 volte)

### NBA

#### Regular Season
| Anno      | Squadra         | PG  | PT | MP   | TC%  | 3P%  | TL%  | RP  | AP  | PRP | SP  | PP  |
| --------- | --------------- | --- | -- | ---- | ---- | ---- | ---- | --- | --- | --- | --- | --- |
| 2017-2018 | Boston Celtics  | 73  | 0  | 15,8 | 34,6 | 32,0 | 61,0 | 2,2 | 0,3 | 0,3 | 0,1 | 2,7 |
| 2018-2019 | Boston Celtics  | 56  | 3  | 10,6 | 42,4 | 31,5 | 61,5 | 1,5 | 0,4 | 0,2 | 0,1 | 3,3 |
| 2019-2020 | Boston Celtics  | 69  | 6  | 14,7 | 40,8 | 37,8 | 87,5 | 2,1 | 0,5 | 0,3 | 0,1 | 3,4 |
| 2020-2021 | Boston Celtics  | 56  | 15 | 17,0 | 40,3 | 36,7 | 75,0 | 2,6 | 0,7 | 0,3 | 0,0 | 4,6 |
| 2021-2022 | Milwaukee Bucks | 20  | 0  | 15,4 | 25,7 | 26,8 | 76,9 | 2,9 | 0,3 | 0,3 | 0,3 | 2,9 |
| 2021-2022 | L.A. Clippers   | 10  | 0  | 9,8  | 41,4 | 44,4 | 81,3 | 1,6 | 0,4 | 0,2 | 0,1 | 4,1 |
| Carriera  | Carriera        | 284 | 24 | 14,5 | 38,4 | 34,4 | 71,7 | 2,2 | 0,4 | 0,3 | 0,1 | 3,4 |

#### Play-off
| Anno     | Squadra        | PG | PT | MP   | TC%  | 3P%  | TL%  | RP  | AP  | PRP | SP  | PP  |
| -------- | -------------- | -- | -- | ---- | ---- | ---- | ---- | --- | --- | --- | --- | --- |
| 2018     | Boston Celtics | 17 | 3  | 13,5 | 30,3 | 27,3 | 85,7 | 1,6 | 0,1 | 0,2 | 0,0 | 1,9 |
| 2019     | Boston Celtics | 6  | 0  | 5,7  | 44,4 | 60,0 | 100  | 0,3 | 0,3 | 0,0 | 0,0 | 2,2 |
| 2020     | Boston Celtics | 13 | 0  | 9,4  | 25,0 | 21,7 | 100  | 0,9 | 0,1 | 0,2 | 0,0 | 1,6 |
| 2021     | Boston Celtics | 2  | 0  | 6,0  | 0,0  | 0,0  | 50,0 | 0,0 | 0,0 | 0,5 | 0,5 | 0,5 |
| Carriera | Carriera       | 38 | 3  | 10,5 | 28,4 | 26,4 | 84,6 | 1,1 | 0,1 | 0,2 | 0,0 | 1,8 |

#### Massimi in carriera
- Massimo di punti: 24 vs Toronto Raptors (11 febbraio 2021)[4]
- Massimo di rimbalzi: 8 (4 volte)
- Massimo di assist: 3 (2 volte)
- Massimo di palle rubate: 4 vs Cleveland Cavaliers (9 dicembre 2019)
- Massimo di stoppate: 2 vs Boston Celtics (12 novembre 2021)
- Massimo di minuti giocati: 38 vs Washington Wizards (9 aprile 2019)

### Eurolega
| Anno      | Squadra        | PG | PT | MP   | TC%  | 3P%  | TL%  | RP  | AP  | PRP | SP  | PP   |
| --------- | -------------- | -- | -- | ---- | ---- | ---- | ---- | --- | --- | --- | --- | ---- |
| 2022-2023 | Virtus Bologna | 24 | 21 | 23,6 | 53,0 | 46,1 | 87,0 | 3,8 | 0,6 | 0,5 | 0,1 | 10,5 |
| 2023-2024 | Valencia       | 27 | 12 | 22,2 | 49,3 | 47,1 | 86,9 | 4,4 | 0,4 | 0,8 | 0,2 | 13,3 |
| Carriera  | Carriera       | 51 | 33 | 22,8 | 50,9 | 46,6 | 86,9 | 4,2 | 0,5 | 0,7 | 0,2 | 12,0 |

## Palmarès

### Club
- Supercoppa italiana: 1

Virtus Bologna: 2022

### Individuale
- MVP Supercoppa italiana: 1

Virtus Bologna: 2022
- All-Eurocup Second Team: 1

Valencia: 2024-2025